# Кашина Сан Пјетро (Бергамо)
Кашина Сан Пјетро је насеље у Италији у округу Бергамо, региону Ломбардија.
Према процени из 2011. у насељу је живело 94 становника. Насеље се налази на надморској висини од 271 m.